# Robert Fleisher
Robert Jay Fleisher (* 1953 in New York City) ist ein US-amerikanischer Komponist und Musikpädagoge.
Fleisher besuchte die High School of Music and Art in New York, studierte Komposition an der University of Colorado und bei Salvatore Martirano, Ben Johnston und Paul Martin Zonn an der University of Illinois. Er erhielt Stipendien von Yaddo, der Millay Colony, dem Virginia Center, dem Hambidge Center, dem Montalvo Center und Mishkenot Sha’ananim. Bis 2014 lehrte er als Professor für Komposition und Musiktheorie an der Northern Illinois University.
Er veröffentlichte 1997 das Buch Twenty Israeli Composers (Neuauflage 2018) und trug Essays und Kompositionen zu Theresa Sauers Anthologie Notations 21 (2009) bei. Außer in den USA wurden seine Werke u. a. in Kanada, Australien, Frankreich, Deutschland, Italien, Mexiko, Spanien, Taiwan und Großbritannien und bei Festivals wie dem Noise Floor Festival der Staffordshire University, dem CHAT Digital Arts Festival der University of North Carolina, dem New Music Festival der University of Central Missouri und der Nationalkonferenz der Society for Electro-Acoustic Music in the United States aufgeführt.